# 13스텝스
13스텝스(Thirteen Steps)는 2005년에 1집 "This Is The Reality That We Confront"로 데뷔한 밴드이다. 구성원은 이일우(기타), 김동경(보컬), 김환(기타), 임태연(베이스), 조진만(드럼)이다.

## 앨범
- 1집 This Is The Reality That We Confront
- 2집 Curse Upon Liars
- 3집 Existence